# Place Godefroy-de-Bouillon
Pour les articles homonymes, voir Godefroy de Bouillon (homonymie).
La place Godefroy-de-Bouillon est une place de la commune de Nancy, dans le département de Meurthe-et-Moselle, en région Lorraine.

## Origine du nom
Elle porte le nom de Godefroy de Bouillon (1058-1100) chevalier franc, duc de Basse-Lotharingie et premier souverain du royaume de Jérusalem.

## Historique
Cette rue est créée sous sa dénomination actuelle en 1896 lors de la prolongation de la rue Jeanne-d'Arc entre l'avenue de la Garenne et le Montet.

## Bâtiments remarquables et lieux de mémoire
- Square de l'Yser, au centre de la place.